# Anton Krešić
Anton Krešić (Dieburg, Njemačka, 29. siječnja 1996.) hrvatski je nogometaš koji igra na položaju središnjega braniča. Trenutačno igra za CFR Cluj.

## Klupska karijera
Igrao u Naftašu i Zagrebu. Nije igrao u HNL-u dok je bio u Zagrebu jer Dražen Medić nije imao dovoljno povjerenja u nj, premda je godinama član član svih mladih hrvatskih selekcija. 30. siječnja 2015. potpisao je višegodišnji ugovor s Atalantom gdje je stigao na poziv trenera Stefana Colantuona. Talijanski mediji su procjenjivali da će Krešić prvo igrati za Primaveru, ali trenirati s prvom momčadi Atalante.
Profesionalni debi imao je 1. listopada 2016. u Italiji u Serie B. Odigrao je za Trapani protiv Cittadelle.

## Reprezentativna karijera
Nastupao za hrvatske mlade reprezentacije do 15, do 16, do 17 i do 19 godina. Bio je u hrvatskom izabranom sastavu Europskom prvenstvu za igrače do 17 godina u Slovačkoj, gdje je postigao jedan pogodak.

## Vanjske poveznice
- Profil, Transfermarkt
- Profil, WorldFootball.net